# Dicranomyia subandina
Dicranomyia subandina är en tvåvingeart som först beskrevs av Alexander 1913.  I den svenska databasen Dyntaxa används istället namnet Dicranomyia stigmatica. Dicranomyia subandina ingår i släktet Dicranomyia och familjen småharkrankar. Arten är reproducerande i Sverige. Inga underarter finns listade i Catalogue of Life.